# Donna Phelan
Donna Phelan (* 8. Juni 1972) ist eine ehemalige kanadische Triathletin.

## Werdegang
Donna Phelan war als Jugendliche im Schwimmsport aktiv.
Im April 2000 wurde sie in Perth (Australien) Zweite in ihrer Altersklasse bei der Triathlon-Weltmeisterschaft (1,5 km Schwimmen, 40 km Radfahren und 10 km Laufen) und seit diesem Jahre startete sie als Profi.
2002 wurde sie Dritte beim Wildflower Triathlon.
Donna Phelan lebt in St. John’s auf Neufundland und startete für das Team TBB. Ihr Spitzname ist „Diesel Donna“. Sie wurde trainiert von der Britin Julie Dibens.
Seit 2015 tritt Donna Phelan nicht mehr international in Erscheinung.

## Sportliche Erfolge
| Datum/Jahr    | Rang | Wettbewerb                        | Austragungsort   | Zeit     | Bemerkung                                                                          |
| ------------- | ---- | --------------------------------- | ---------------- | -------- | ---------------------------------------------------------------------------------- |
| 8. Nov. 2015  | 15   | Ironman 70.3 Austin               | Austin           | 04:54:12 |                                                                                    |
| 17. Juli 2011 | 5    | Ironman 70.3 Racine               | Racine           | 04:38:49 |                                                                                    |
| 4. Mai 2002   | 3    | Wildflower Triathlon              | Lake San Antonio |          | auf der olympischen Distanz (1,5 km Schwimmen, 40 km Radfahren und 10 km Laufen)   |
| 22. Juli 2001 | 46   | ITU Triathlon World Championships | Edmonton         | 02:15:45 | bei der ITU-Kurzdistanz-Weltmeisterschaft                                          |
| 7. Mai 2000   | 7    | St. Croix Triathlon               | Saint Croix      | 03:03:21 |                                                                                    |
| 30. Apr. 2000 |      | ITU Triathlon World Championships | Perth            |          | Zweite in ihrer Altersklasse bei der Weltmeisterschaft auf der olympischen Distanz |

| Datum/Jahr    | Rang | Wettbewerb          | Austragungsort                 | Zeit     | Bemerkung                           |
| ------------- | ---- | ------------------- | ------------------------------ | -------- | ----------------------------------- |
| 8. Okt. 2011  |      | Ironman Hawaii      | Hawaii                         | 10:03:18 |                                     |
| 28. Aug. 2011 | 4    | Ironman Louisville  | Louisville                     | 10:01:34 |                                     |
| 9. Okt. 2010  | 33   | Ironman Hawaii      | Hawaii                         | 10:19:20 |                                     |
| 1. Aug. 2010  | 4    | Ironman UK          | Bolton                         | 10:42:57 |                                     |
| 30. Mai 2010  | 5    | Ironman Brasil      | Florianópolis                  | 09:44:45 |                                     |
| 12. Juli 2009 | 5    | Ironman Switzerland | Zürich                         | 09:31:30 | Persönliche Ironman-Bestzeit        |
| 19. Apr. 2009 | 4    | Ironman China       | Haikou                         |          |                                     |
| 28. Feb. 2009 | 4    | Ironman Malaysia    | Langkawi                       | 10:03:18 | beim ersten Ironman der Saison 2009 |
| 11. Okt. 2008 | 33   | Ironman Hawaii      | Hawaii                         | 10:30    |                                     |
| 2008          | 9    | Ironman Switzerland | Zürich                         |          |                                     |
| 20. Apr. 2008 | 2    | Ironman China       | Haikou                         | 10:37:11 | hinter der Siegerin Belinda Granger |
| 27. Juli 2003 |      | Ironman USA         | Vereinigte Staaten Lake Placid | 10:47:45 |                                     |
| 2003          | 4    | Ironman Japan       |                                |          |                                     |

(DNF – Did Not Finish)